# Star Trek: Lower Decks/Staffel 3
Dieser Artikel behandelt die 2022 veröffentlichte, 10-teilige dritte Staffel der US-Fernsehserie Star Trek: Lower Decks.

## Episoden
| Nr. (ges.) | Nr. (St.) | Deutscher Titel                       | Originaltitel                       | Erstveröffentlichung USA | Deutschsprachige Erstveröffentlichung (D/A/CH) | Regie               | Drehbuch           | Länge  |
| --- | --------- | ------------------------------------- | ----------------------------------- | ------------------------ | ---------------------------------------------- | ------------------- | ------------------ | ------ |
| 21 | 1         | Startverbot                           | Grounded                            | 25. Aug. 2022            | 26. Aug. 2022                                  | Jason Zurek         | Chris Kula         | 25 min |
| Captain Freeman wurde verhaftet, weil sie angeblich einen Bombenanschlag auf die Pakled unternommen hat. Obwohl ihr Vater darum bittet, dem Gericht zu vertrauen, sucht Mariner nach Beweisen für die Unschuld ihrer Mutter. Mariner und ihre Freunde entführen ein Raumschiff aus dem Vergnügungspark, um zum Raumdock und an Bord der Cerritos zu gelangen. Als sie sich gegenüber der Sternenflottensicherheit rechtfertigen müssen, täuschen sie eine wissenschaftliche Schularbeit vor. Sie werden von Commander Freeman gerettet, deren Unschuld inzwischen nachgewiesen wurde. Da Commander Freeman einsieht, dass ihre persönliche Beziehung sich auf Mariners Verhalten negativ auswirkt, unterstellt sie ihre Tochter ab sofort der direkten Befehlsgewalt von Ransom, der auch darüber entscheiden soll, ob Mariner in der Sternenflotte bleiben kann. |           |                                       |                                     |                          |                                                |                     |                    |        |
| 22 | 2         | Das ungefährlichste Spiel             | The Least Dangerous Game            | 1. Sep. 2022             | 2. Sep. 2022                                   | Michael Mullen      | Garrick Bernard    | 25 min |
| Boimler zweifelt an seinem gewissenhaften Vorgehen, als ein Kollege zum Captain befördert wird. Er hört ab sofort auf Tendi, die ihm dazu geraten hatte, zu spontanen Gelegenheiten „Ja“ zu sagen. Nach gemeinsamen Aktivitäten mit Shaxs, der ihm nun einen Gefallen schuldet, erklärt sich Boimler bereit, für einen K'ranch als Beute bereitzustehen. Dabei wird er schwer verletzt, erhält aber aufgrund seiner mutigen Gegenwehr den Respekt des Jägers. Ransom zwingt Mariner zur gemeinsamen Reparatur des Orbitalaufzugs von Dulaine. Die Ingenieure Rutherford und Billups, die er stattdessen zur Kontaktaufnahme mit den Einheimischen entsendet, verstoßen dort gegen dulainianische Gebräuche und sollen hingerichtet werden. Ransom und Mariner gelingt es im letzten Moment, die Dulainianer zu besänftigen. |           |                                       |                                     |                          |                                                |                     |                    |        |
| 23 | 3         | Das Psycho-Gestein                    | Mining The Mind’s Mines             | 8. Sep. 2022             | 9. Sep. 2022                                   | Fill Marc Sagadraca | Brian D. Bradley   | 24 min |
| Auf dem Planeten Jengus IV gibt es psychoaktives Gestein, das für jeden individuelle Gestalten aus dessen Gedächtnis erzeugt, um ihn dann bei Berührung zu versteinern. Die Crew muss mit der Schiffsbesatzung der Carlsbad zusammenarbeiten, um das Gestein zu entfernen. Die anfänglichen Konkurrenten erweisen sich überraschend als Bewunderer. Als mehrere der Steine explodieren, stellt sich heraus, dass die einheimischen Scrubbs mit den angeblich verfeindeten Föderationswissenschaftlern zusammenarbeiten und auf dem Planeten alle psychischen Informationen heimlich aufgezeichnet werden. Tendi, die beim Offizierstraining von Dr. Migleemo gecoacht wird, gelingt es nach mehreren vergeblichen Bemühungen, die Aufmerksamkeit von Captain Freeman zu gewinnen und das Geheimnis der Scrupps zu enthüllen. |           |                                       |                                     |                          |                                                |                     |                    |        |
| 24 | 4         | Raum für Entfaltung                   | Room For Growth                     | 15. Sep. 2022            | 16. Sep. 2022                                  | Jason Zurek         | John Cochran       | 25 min |
| Die erschöpften Ingenieure der Cerritos bekommen Zwangsurlaub verordnet, arbeiten jedoch heimlich auch dort weiter und manipulieren ihr Stresslevel-Armband, um das zu verbergen. Das treibt den Stresslevel von Captain Freeman so hoch, dass sie sich nun statt ihrer Besatzung zwangsweise erholen muss. Die Ingenieure bauen daraufhin eine Maschine, die eine Stressreduzierung auch ohne Urlaub ermöglicht. Boimler, Tendi und Mariner beteiligen sich währenddessen an der Verlosung freigewordener Einzelquartiere im Oberdeck, indem sie die Delta-Schicht bei der Manipulation des Verlosungsterminals übertrumpfen. Es wird jedoch nur ein einziges Quartier verlost und sie lassen der Delta-Schicht den Vorrang, um zusammenbleiben zu können. Zu ihrem Ärger beziehen die Deltas das Quartier gemeinsam, woran sie selbst nicht gedacht hatten. |           |                                       |                                     |                          |                                                |                     |                    |        |
| 25 | 5         | Spiegelbilder                         | Reflections                         | 22. Sep. 2022            | 23. Sep. 2022                                  | Michael Mullen      | Mike McMahan       | 26 min |
| Boimler und Mariner müssen einen unliebsamen Auftrag übernehmen: Nachwuchsgewinnung auf der Jobmesse von Tulgana IV. Dort werden sie so sehr verspottet, dass Boimler die Selbstbeherrschung verliert und alle Teilnehmer wild beschimpft. Dieses Auftreten imponiert jedoch so sehr, dass sich viele freiwillig zur Sternenflotte melden. Währenddessen hat Rutherfords Implantat Fehlfunktionen, so dass sein früheres draufgängerisches Selbst die Kontrolle über seinen Körper übernimmt. Im ersten Jahr bei der Sternenflotte hatte er illegale Rennflieger konstruiert, woran sich Rutherford seit dem Einbau seines Implantats nicht mehr erinnern konnte. Nun fliegt er ein Wettrennen gegen sich selbst, der Sieger darf den Körper behalten. Rutherford gewinnt, indem er sich fiktiv seine Freunde dazuholt, und erfährt, dass ein Unbekannter sein Implantat manipuliert hatte, um eigene illegale Aktivitäten zu vertuschen. |           |                                       |                                     |                          |                                                |                     |                    |        |
| 26 | 6         | Diplomatie mal anders                 | Hear All, Trust Nothing             | 29. Sep. 2022            | 30. Sep. 2022                                  | Fill Marc Sagadraca | Grace Parra Janney | 27 min |
| Die Cerritos fliegt nach Deep Space Nine, um mit den Karemma einen Handelsvertrag abzuschließen. Als diese bemerken, dass Quark einem Replikator der Karemma seinen geschäftlichen Erfolg verdankt, werden sie aggressiv und nehmen ihn gefangen. Tendi und Rutherford treffen einen auf der Erde aufgewachsenen Orioner namens Mesk, der zu Tendis Entsetzen die orionische kriminelle Kultur verinnerlicht hat, ohne je dort gewesen zu sein. Gemeinsam bringen sie Geschenke auf das Schiff der Karemma, als dieses plötzlich ablegt und zum Wurmloch fliegt. Tendi kann erfolgreich die Tricks ihrer kriminellen Orioner Piratenkultur anwenden und das Schiff stoppen. Freeman erreicht einen Vertrag mit den Karemma, denen Quark 76 % seiner Gewinne abtritt. Parallel besucht Mariner mit ihrer Freundin Jennifer eine Fete von deren Clique. Als aufgrund der Ereignisse im Quarks die Sauerstoffzufuhr unterbrochen ist, schießt sie mit dem Phaser alle Freundinnen bewusstlos, auch sich selbst, um den Sauerstoffverbrauch zu reduzieren. |           |                                       |                                     |                          |                                                |                     |                    |        |
| 27 | 7         | Eine mathematisch perfekte Vergeltung | A Mathematically Perfect Redemption | 6. Okt. 2022             | 7. Okt. 2022                                   | Jason Zurek         | Ann Kim            | 27 min |
| Nach dem Verlassen der Cerritos fliegt Erdnusssnackbox durchs All und landet auf dem Planeten Aerore, auf dem alle Lebewesen Flügel haben. Sie leistet den scheinbar primitiven Einheimischen medizinische Hilfe und erfährt, dass die Vorfahren der Bewohner eine Warp-Zivilisation waren, die freiwillig auf ihre Technologie wieder verzichtet hatten. Deren Relikte befinden sich noch in Höhlen unter der Oberfläche. Rafda, der Sohn des Anführers, verliebt sich in Erdnusssnackbox – trotz ihres überheblichen und arroganten Auftretens – und die beiden heiraten. Insgeheim sucht sie aber nach Möglichkeiten, den Planeten zu verlassen – und ruft die Drookmani-Plünderer herbei. Als die Drookmani tatsächlich erscheinen und die alte Technologie aus den Höhlen rauben, sendet Erdnusssnackbox einen Hilferuf an die Sternenflotte und schafft es auf diese Art beinahe, wieder rehabilitiert zu werden und auf die Cerritos zurückkehren zu können. Doch als die unterlegenen Drookmani den Verrat offenlegen, landet sie endgültig in ein Spezial-Gefängnis für durchgedrehte Kleinroboter. |           |                                       |                                     |                          |                                                |                     |                    |        |
| 28 | 8         | Paradoxus                             | Crisis Point 2: Paradoxus           | 13. Okt. 2022            | 14. Okt. 2022                                  | Michael Mullen      | Ben Rodgers        | 27 min |
| Die vier Freunde spielen auf dem Holodeck eine Fortsetzung von Mariners Holodeck-Programm, dass von Boimler erstellt wurde: Crisis Point II. Darin folgen sie drei Romulanern, die den Zeitreise-Chronogami gestohlen haben und die Föderation hindern wollen, ins Jahr 2341 und ins Jahr 1982 zu reisen. Boimler erhielt die traurige Nachricht, dass sein Klon-Bruder William gestorben sei. Er stürzt sich deshalb in eine Nebenhandlung des Holodeck-Programm, die vorgibt, ihm den Sinn des Lebens zu zeigen. Tatsächlich äußert es nur nichtssagende Phrasen. Vor Wut wird Boimler ohnmächtig und träumt, er wäre auf Kirks Farm in Idaho, die in Kirks Abwesenheit von Sulu betrieben wird. Schließlich erwacht er auf der Krankenstation, wo seine begeisterten Freunde ihn wegen des tollen Holodeckprogramms loben, das Tendi als Captain in seiner Abwesenheit erfolgreich beendet hat. Am Ende wird William von der Section 31 wiederbelebt. |           |                                       |                                     |                          |                                                |                     |                    |        |
| 29 | 9         | Das große Missverständnis             | Trusted Sources                     | 20. Okt. 2022            | 21. Okt. 2022                                  | Fill Marc Sagadraca | Ben M. Waller      | 25 min |
| Sternzeit 58496,1: Das Projekt „Blickenlassen“, das Freeman vorgeschlagen hatte, wird von Admiral Buenamigo bestätigt. Die Cerritos soll dabei den Planeten Ornara besuchen, dem Picards Enterprise vor 17 Jahren den Drogennachschub vom Nachbarplaneten Brekka gekappt hatte. Doch die Ornaraner benötigen keine Hilfe, so dass die Cerritos nach Brekka weiterfliegt. Die Mission wird von der Reporterin Victoria Nuzé dokumentiert. Mariner und ihre Freunde, die gerade ein Blaubeer-Kuchen-Wettessen vorbereiten, werden vom Kontakt mit der Journalistin ferngehalten, damit die Crew ein gutes Bild abgibt. Mariner spricht dennoch mit ihr. Plötzlich weiß die Reporterin über alle Vorfälle und Peinlichkeiten Bescheid. Freeman versetzt Mariner zur Strafe auf die heruntergekommene Sternenbasis 80. Auf dem weiteren Flug wird die Cerritos auf Brekka von den Breen angegriffen – und von der Aledo gerettet, einem neuen vollautomatischen Schiff der Sternenflotte. Als sich herausstellt, dass alle regulär Interviewten quasi versehentlich die Peinlichkeiten verraten haben und nur Mariner einen positiven Bericht gegeben hatte, will Freeman ihren Fehler korrigieren. Doch Mariner hat Sternenbasis 80 bereits verlassen, um mit Petra Aberdeen (aus Episode 25) nach archäologischen Artefakte zu suchen. |           |                                       |                                     |                          |                                                |                     |                    |        |
| 30 | 10        | Die Sterne in der Nacht               | The Stars At Night                  | 27. Okt. 2022            | 28. Okt. 2022                                  | Jason Zurek         | Mike McMahan       | 28 min |
| Sternzeit 58499,2: Admiral Buenamigo überzeugt die Sternenflottenführung, die Cerritos und alle anderen Schiffe der California-Klasse zu verschrotten und durch vollautomatische Schiffe der Texas-Klasse zu ersetzen. Captain Freeman will das verhindern und vereinbart ein Wettrennen zwischen der Cerritos und einem vollautomatischen Texas-Schiff. Die Cerritos verliert, weil sie auf LT-358 Indizien für unbekannte Lebensformen pflichtgemäß überprüft. Es stellt sich jedoch heraus, dass Rutherford an der Programmierung der Texas-Klasse beteiligt war, bevor Buenamigo sein Gedächtnis löschen ließ und Rutherford auf die Cerritos kam. Damit dies nicht bekannt wird, befiehlt Buenamigo seinen Schiffen, die Cerritos zu zerstören. Rutherford erkennt, dass seine Programmierung genauso fehlerhaft war wie die von Badgey (siehe Episode 6). Deshalb wenden sich die Texas-Schiffe gegen Buenamigo, bevor sie die Cerritos angreifen. Mariner, die sich nach der Cerritos zurückgesehnt hat, ruft alle Schiffe der California-Klasse zusammen und vereint können sie die Texas-Schiffe zerstören. |           |                                       |                                     |                          |                                                |                     |                    |        |

## Kritik
„Insgesamt ist Lower Decks auch in der dritten Staffel eine sehr humoristische Serie, die Gags verhindern aber wie in den beiden Staffeln zuvor nicht, dass die Produzenten gute Stories entwerfen. In der zweiten Hälfte laufen die Folgen auf ein Finale hinaus, das sowohl unerwartet als auch unterhaltsam, spannend und lustig ist.“

„Die dritte Staffel von Lower Decks ist bislang die beste: Gags, Nostalgie und die Story bilden eine ideale Mischung. Die Staffel ist witzig, ohne zu albern zu sein, und bietet viele Erinnerungen an früheres Star-Trek-Material, ohne in übertriebenem Fanservice zu versinken.“